# Campovolo 2.011
Campovolo 2.011 è il quarto album dal vivo realizzato dal rocker italiano Luciano Ligabue. Complessivamente, si tratta del diciassettesimo album della sua carriera.
Pubblicato il 22 novembre 2011, l'album contiene la registrazione integrale del concerto che Ligabue ha tenuto di fronte a quasi 120 000 spettatori il 16 luglio 2011 nell'Aeroporto di Reggio Emilia.
L'album è stato anticipato dal singolo inedito Ora e allora, in rotazione radiofonica a partire dal 21 novembre 2011. Una settimana dopo la sua pubblicazione, il disco ha debuttato direttamente al primo posto della Classifica FIMI Album.
Il secondo singolo estratto dall'album è M'abituerò, in rotazione radiofonica dal 27 gennaio 2012.
Il terzo, e ultimo singolo estratto dall'album è Sotto bombardamento, in rotazione radiofonica dal 18 maggio 2012.

## Il disco
L'album è costituito da un totale di 32 tracce, tra le quali figurano anche tre brani inediti registrati in studio: Ora e allora, registrato con Il Gruppo ed inizialmente scritto per l'album Arrivederci, mostro!, Sotto bombardamento, brano extra dell'album Buon compleanno Elvis del 1995 registrato con La Banda, e M'abituerò, canzone registrata coi ClanDestino, che Ligabue scrisse per Sopravvissuti e sopravviventi del 1993. L'album ha venduto oltre 160 000 copie conquistando tre dischi di platino.
Tutti gli altri brani sono stati registrati dal vivo durante il concerto a Campovolo del 16 luglio 2011, la cui scaletta comprende alcuni dei singoli di maggior successo di tutta la carriera di Ligabue, ma anche brani meno noti come Anime in plexiglass e In pieno rock'n'roll.

## Tracce
Testi e musiche di Luciano Ligabue, eccetto dove indicato.
CD 1
1. M'abituerò – 4:03 – Brano inedito registrato in studio
2. Questa è la mia vita – 5:15
3. Un colpo all'anima – 3:28
4. I "ragazzi" sono in giro – 4:22
5. Ci sei sempre stata – 4:59
6. Atto di fede – 4:18
7. Le donne lo sanno – 4:27
8. Ho ancora la forza – 5:19 (testo: Luciano Ligabue, Francesco Guccini – musica: Luciano Ligabue)
9. Anime in plexiglass – 5:05
10. Figlio d'un cane – 3:04
11. Marlon Brando è sempre lui – 5:46

CD 2
1. Sotto bombardamento – 3:35 – Brano inedito registrato in studio
2. I duri hanno due cuori – 4:23
3. Non è tempo per noi – 3:55
4. Balliamo sul mondo – 4:32
5. Il giorno di dolore che uno ha – 4:59
6. In pieno rock'n'roll – 4:30
7. Vivo morto o X – 4:33
8. Viva! – 5:38
9. Quella che non sei – 5:25
10. Certe notti – 4:22
11. Tra palco e realtà – 4:43
12. Buonanotte all'Italia – 6:10

CD 3
1. Quando canterai la tua canzone – 3:43
2. A che ora è la fine del mondo? – 4:36 (musica: Bill Berry, Peter Buck, Mike Mills, Michael Stipe)
3. Piccola stella senza cielo – 7:19
4. Sulla mia strada – 3:23
5. Urlando contro il cielo – 4:11
6. Il peso della valigia – 4:37
7. Il meglio deve ancora venire – 4:22
8. Taca banda – 3:17
9. Ora e allora – 4:19 – Brano inedito registrato in studio

## Classifiche
| Classifica (2011) | Posizione massima |
| ----------------- | ----------------- |
| Italia            | 1                 |

### Classifiche di fine anno
| Classifica (2011) | Posizione |
| ----------------- | --------- |
| Italia            | 12        |
| Classifica (2012) | Posizione |
| Italia            | 33        |

## Musicisti e crediti
Musicisti
- Luciano Ligabue – chitarra, voce
- Niccolò Bossini, Max Cottafavi, Federico Poggipollini, Mel Previte – chitarra
- Gigi Cavalli Cocchi, Roberto Pellati, Michael Urbano – batteria
- Josè Fiorilli, Gianfranco Fornaciari, Giovanni Marani – tastiera
- Luciano Ghezzi, Kaveh Rastegar, Antonio Righetti – basso
- Luciano Luisi – tastiera, sintetizzatore, programmazione, chitarra acustica, cori, pianoforte
- Mauro Pagani – bouzouki, flauto, armonica a bocca, violino, mandola
- Corrado Rustici – chitarra, sintetizzatore, beats e trattamenti sonori, arrangiamento archi
- Solis String Quartet – archi

Produzione e registrazione
Registrato al Campovolo di Reggio Emilia il 16 luglio 2011  
- Chris Manning e Stefano Riccò registrazione del live
- Chris Manning – missaggio live, registrazione e missaggio dei brani "M'abituerò" e "Ora e allora"
- Lucio Boiardi Serri registrazione del brano "Sotto bombardamento"
- Brian Gardner – mastering
- Paolo Iafelice – missaggio del brano Sotto bombardamento
- Luciano Ligabue – produzione artistica del live
- Luciano Luisi – co-produzione artistica del live, produzione del brano Sotto bombardamento
- Claudio Maioli – produzione esecutiva, produzione dell'evento live
- Corrado Rustici – missaggio, produzione artistica del live, produzione dei brani Ora e allora e M'abituerò
- Ferdinando Salzano – produzione dell'evento live

Crediti di copertina
- Maurizio Bresciani – fotografie
- Paolo De Francesco – fotografie, artwork
- Hyena – fotografie
- Jarno Iotti – fotografie